# Yuhina
Yuhina là một chi chim trong họ Zosteropidae., theo truyền thống xếp trong họ Timaliidae.

## Từ nguyên
Yuhina có nguồn gốc từ yuhin, một từ trong tiếng Nepal để chỉ khướu mào họng đốm (Y. gularis).

## Các loài
- Khướu mào khoang cổ / Khướu mào đầu nâu (Yuhina castaniceps)
- Khướu mào Đông Dương (Yuhina torqueola)
- Khướu mào mào nâu (Yuhina everetti)
- Khướu mào gáy trắng (Yuhina bakeri)
- Khướu mào cổ hung (Yuhina flavicollis)
- Khướu mào Myanma (Yuhina humilis)
- Khướu mào họng đốm / Khướu mào họng hung (Yuhina gularis)
- Khướu mào cổ trắng (Yuhina diademata)
- Khướu mào huyệt hung (Yuhina occipitalis)
- Khướu mào Đài Loan (Yuhina brunneiceps)
- Khướu mào đầu đen (Yuhina nigrimenta)

Loài khướu mào bụng trắng (Erpornis zantholeuca) trước đây cũng từng được xếp trong chi này với danh pháp Yuhina zantholeuca.